# Vivès
Vivès (catalansk: Vivers) er en by og kommune i departementet Pyrénées-Orientales i Sydfrankrig.

## Geografi
Vivès ligger 29 km sydvest for Perpignan. Nærmeste byer er mod nord Llauro (5 km) og mod sydøst Saint-Jean-Pla-de-Corts (4 km).

## Demografi

### Udvikling i folketal
| 1962                                                              | 1968 | 1975 | 1982 | 1990 | 1999 | 2007 | 2013 | 2017 |
| ----------------------------------------------------------------- | ---- | ---- | ---- | ---- | ---- | ---- | ---- | ---- |
| 78                                                                | 73   | 58   | 60   | 75   | 128  | 163  | 174  | 176  |
| Tal fra og med 1962 er uden dobbelttælling (sans doubles comptes) |      |      |      |      |      |      |      |      |